# Estação Porte de la Chapelle
Porte de la Chapelle é uma estação da linha 12 do Metrô de Paris, situada no 18.º arrondissement de Paris. Desde a sua inauguração em 1916 até a abertura da extensão da linha 12 em Front Populaire no final de 2012, ela foi o terminal norte.

## História
A estação foi aberta em 23 de agosto de 1916 como o terminal norte da Linha A (atual linha 12) da Société du chemin de fer électrique souterrain Nord-Sud de Paris (conhecida como Nord-Sud).
Ela se tornou uma estação de passagem desde 18 de dezembro de 2012, data da abertura da extensão para a estação Front Populaire. Obras de reconstrução e de renovação dos corredores, realizadas no âmbito desta extensão e da chegada do tramway T3b à Porte de la Chapelle, em serviço desde 15 de dezembro de 2012, também foram realizadas.
Em 2011, 3 431 552 passageiros foram contados nesta estação. Ela viu entrar 2 905 144 passageiros em 2013, o que a coloca na 186ª posição das estações de metrô por sua frequência em 302.

## Origem do subtítulo
A estação tem como subtítulo Saint-Denis, o que pode ser explicado por várias razões:
- o nome completo da Porte de la Chapelle é Porte de la Chapelle-Saint-Denis;
- a antiga comuna de La Chapelle, uma comuna antiga que foi, em 1860, absorvida em grande parte por Paris, e secundariamente por Saint-Denis; esta comuna era às vezes chamada La Chapelle Saint-Denis;
- a estação de La Chapelle-Saint-Denis, uma antiga estação da linha da Petite Ceinture, era situada não muito longe da parada do bonde da linha T3b;
- até o fechamento da linha da Petite Ceinture em 1934, era possível realizar uma correspondência com a estação de metrô e com a estação de Nord-Ceinture servida pela linha de Paris-Nord a Lille;[4]
- a cidade de Saint-Denis, comuna limítrofe, é servida à distância por esta estação.

Este subtítulo é retirado das faianças das típicas plataformas da Nord-Sud, mas não está no entanto presente nos mapas.

## Serviços aos passageiros

### Acessos

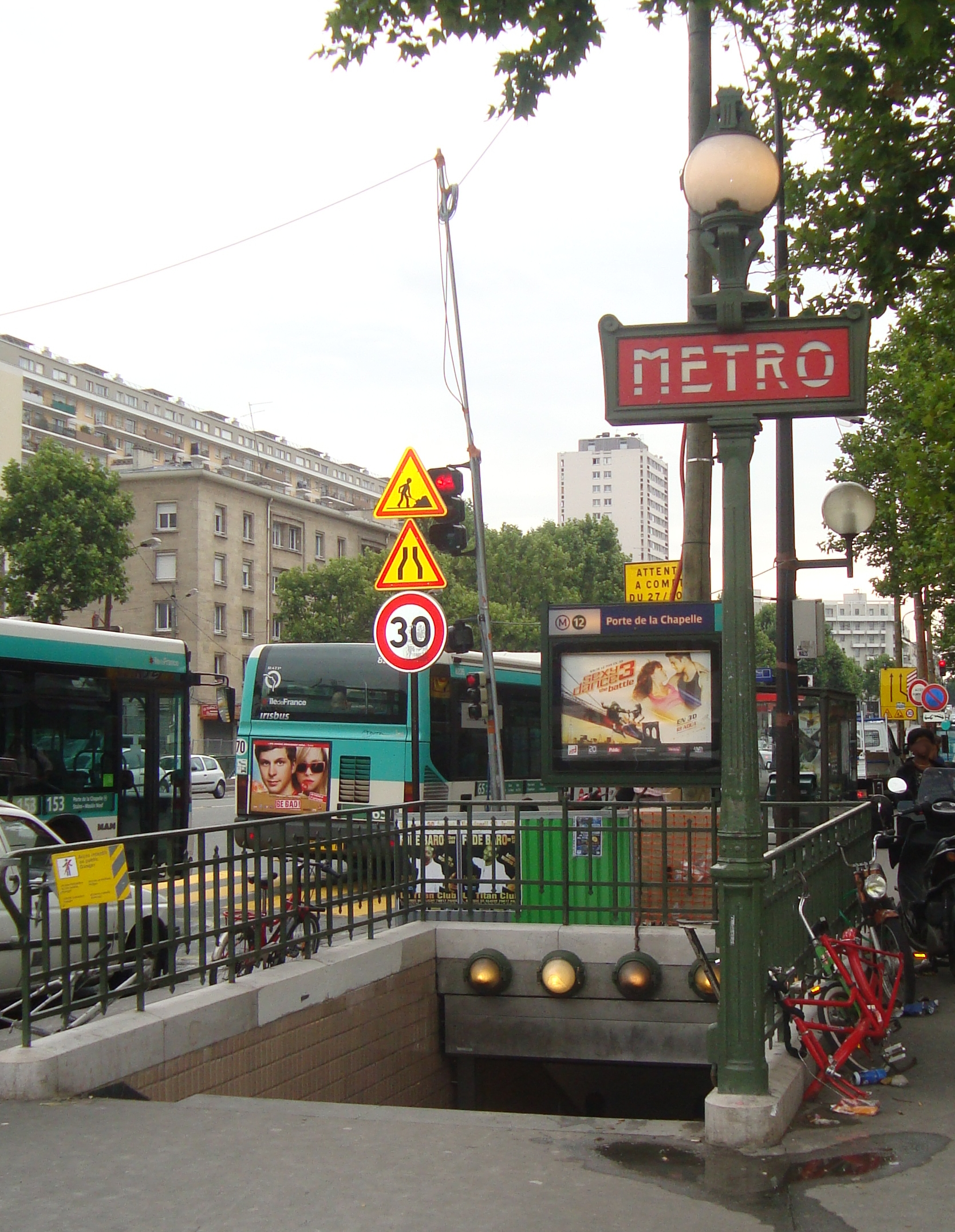
Acesso da estação

Os acessos originais estão implantados no lado norte da Porte de la Chapelle. Um acesso adicional ao lado sul na rue de la Chapelle foi aberto em 29 de novembro de 2013. Os elevadores, permitindo melhorar a acessibilidade da estação para pessoas com mobilidade reduzida, deveriam ter sido iniciados no início de 2018, após a abertura da segunda fase da extensão da linha 12 (ela mesma adiada para o final de 2019) para Mairie d'Aubervilliers. O novo elevador seria adiado até 2020.

### Plataformas
Porte de la Chapelle é uma estação de configuração particular: ela possui três vias que enquadram duas plataformas sob uma abóbada elíptica devido ao seu antigo status de terminal, a via central servindo como garagem. A decoração em faiança é do estilo Nord-Sud original com quadros publicitários e os entornos do nome da estação de cor verde (tinta utilizada para os terminais e as estações de correspondência), desenhos geométricos verdes nos pés-direitos e na abóbada, bem como o nome inscrito em cerâmica branca em um fundo azul de tamanho pequeno acima dos quadros de publicidade e tamanho muito grande entre esses quadros. As telhas de cerâmica brancas biseladas recobrem os pés-direitos e a abóbada. As plataformas em ilhota não têm assentos e a iluminação é fornecida por tubos independentes e suspensos.
A estação é junto com Solférino uma das duas únicas da linha a manter preservado seu estilo "Nord-Sud" original em suas plataformas, sem jamais ter sido renovada.

### Intermodalidade
A estação é servida pelo tramway T3b, pelas linhas 38, 153, 252, 302 e 350 da rede de ônibus RATP e, à noite, pelas linhas N43 e N143 do Noctilien.

## Pontos turísticos
- Marché de La Chapelle
- Campus Condorcet
- Cemitério parisiense de La Chapelle